# Russ Morgan

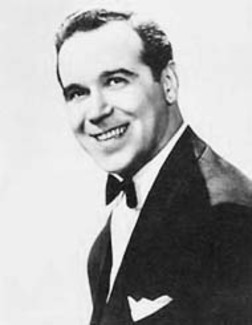
Russ Morgan (1944)

Russ Morgan (* 29. April 1904 in Scranton, Pennsylvania; † 7. August 1969 in Las Vegas) war ein US-amerikanischer Bandleader, Pianist, Posaunist und Komponist.
Morgans Vater war Bergmann im Kohlebergbau in Pennsylvania und walisischer Abkunft – er spielte in seiner Freizeit Schlagzeug in einer Band. Seine Mutter war vor ihrer Heirat Pianistin in einer Vaudeville-Show. Morgan arbeitete auch im Bergwerk, um die Familie zu entlasten; daneben spielte er schon mit vierzehn Jahren in einem Theater Klavier. 1921 spielte er Posaune bei den Scranton Sirens, einer populären lokalen Band, aus der auch Tommy Dorsey und Jimmy Dorsey hervorgingen. 1922 ging er nach New York, arbeitete als Arrangeur unter anderem für John Philip Sousa und tourte Mitte der 1920er Jahre mit dem Orchester von Paul Specht in Europa. Nach der Rückkehr war er für Jean Goldkette Bandleader in Detroit, wobei er auch die Dorsey-Brüder wiedertraf sowie Musiker wie Joe Venuti, Eddie Lang und Bix Beiderbecke. 1935 nahm er am Piano mit Joe Venuti und als Posaunist mit der Original Dixieland Jazz Band auf. Kurze Zeit arrangierte er 1934 für Fletcher Henderson. 
Großen Erfolg hatte er als Musikdirektor des Radiosenders WXYZ in Detroit, wo er die populäre Show Music in the Morgan Manner hatte.
Nach einem Autounfall, der beinahe seine Karriere beendete, wechselte er wieder nach New York City, wo er für Broadway Shows arrangierte und in Orchestern wie dem von Freddy Martin Posaune und Klavier spielte. Dort entwickelte er auch seinen Wah-Wah Ton beim Posaunespiel.  Außerdem arbeitete er früh Brunswick Records. Nach Ermunterung durch den Entertainer Rudy Vallée gründete er ein eigenes Orchester (mit dem von Martin als Vorbild), das im Biltmore Hotel spielte. Sie hatten landesweit Engagements in Hotels und Morgan hatte auch in dieser Zeit die musikalische Leitung einiger Radioshows für NBC und CBS. 
1944 war er einer der Komponisten von You're Nobody til Somebody Loves You (mit Larry Stock, James Cavanaugh) und seine Band nahm ihn auch als Erste auf.
1949 hatte er bei Decca mit So Tired, Cruising Down the River, Sunflower, Forever and Ever sowie mit Dogface Soldier Chart-Erfolge (letzterer zu einem Film von Audie Murphy). 
Seine Tanz-Band war auch in den 1950er Jahren erfolgreich. Damals spielten auch seine Söhne Jack (Posaune), der nach dem Tod des Vaters 1969 die Band übernahm, und David (Gitarre) in der Band. 
1965 bis 1977 hatte die Band ein Engagement im Dunes Hotel in Las Vegas. Die Band besteht nach wie vor.
1937 gewann er den Down Beat Poll als Posaunist in der Sparte Sweet Music (in der Jazz-Zeitschrift damals ironisch corn genannt). Morgan hat einen Stern im Hollywood Walk of Fame.